# Flughafen Wien-Schwechat
Flughafen Wien-Schwechat (int.: Vienna International Airport) er den største lufthavn i Østrig. Den ligger ca. 18 km sydøst fra Wiens centrum i bykommunen Schwechat i Niederösterreich, og er hjemsted for det østrigske flyselskab Austrian. Lufthavnen er et aktieselskab, der er noteret på Wiens børs, og forbundslandene Wien og Niederösterreich er hovedaktionærer.

## Historie
Lufthavnen blev bygget som militær flyveplads i 1938. Dele af lufthavnen tjente som koncentrationslejr fra 1944 (KZ-Schwechat II "Santa"), hvor der blev placeret tvangsarbejdere til Ernst Heinkel Flugzeugwerke og bryggeriet Liesing. I 1945 blev anlægget overtaget af de britiske allierede.
I 1954 blev driftsselskabet etableret, der overtog rollen fra den tidligere flyveplads Wien-Aspern. Den på daværende tidspunkt eneste start- og landingsbane blev i 1959 forlænget til 3.000 meter. Den anden landingsbane blev bygget i 1972 med en længde på 3.600 meter. I 1982 blev lufthavnen forbundet med Ostautobahn A4.
Allerede i tiden før jerntæppets fald var lufthavnen på grund af Østrigs neutralitet et forbindelsesled til østeuropa. Siden østudvidelsen af EU er ikke blot passagermængderne men også fragtmængderne steget enormt, da lufthavnen er blevet logistisk centrum for flere virksomheder, der betjener det østeuropæiske område. Lufthavnen udvikler sig dog i stigende omfang til langdistancepunkt.
Lufthavnen indgår i et tæt samarbejde med Malta International Airport på Malta. I forbindelse med privatiseringen af lufthavnen i Bratislava i Slovakiet, bød Wiens Lufthavn som en del af et konsortium på at overtage Bratislavas lufthavn. Konsortiet vandt udbuddet, men efter politisk pres fra den nye regering i Slovakiet i 2006, besluttede landets konkurrencemyndigheder at erklære aftalen for ugyldig.
I september 2005 blev det nye kontroltårn indviet. Med sine 109 meter var den på byggetidpunktet det højeste i Europa og det fjerdehøjeste i verden (efter Bangkok, Kuala Lumpur og Atlanta). I 2006 blev der endvidere etableret et træningscenter for piloter for det tyske Lufthansa, som også østrigske piloter anvender.

## Trafikforbindelser
To togforbindelser forbinder lufthavnen med Wiens centrum:
- City Airport Train (CAT) forbinder lufthavnen nonstop med Wien (station Wien Mitte). Togene kører hver halve time.
- Wiener S-Bahn kører på linje S2 og S7 hver halve time. Prisen med S-Bahn er noget billigere end CAT, til gengæld standser togene på mellemliggende stationer.

Der kører også en række forskellige busforbindelser mellem lufthavnen og Wien; de fleste busser i halvtimestakt.

## Projekter
Der var på et tidspunkt før 2009 planlagt bygning af en ny terminal, som skulle tages i brug i juni 2009. Fra terminalen var planen at der ville være fem standpladser, der skulle kunne tage imod Airbus A380.
Endvidere planlagdes på et tidspunkt før 2009 bygning af en tredje landingsbane parallelt med den eksisterende bane 11/29. Den nye bane var planlagt til at have en længde på 3.680 meter og forventedes tidligst påbegyndt i 2009. Der blev indgivet VVM-materiale til myndighederne i Niederösterreich den 1. marts 2007 for projektet.

## Ulykker
- Den 27. december 1985 skete der et terrorangreb på Wiens lufthavn. Tre terrorister stormede kort efter kl. 9 om morgenen ad den østlige trappe ind i afgangshallen og rullede tre håndgranater ind i passagerkøerne, som ventede ved skrankerne til et El Al-fly. Efterfølgende skød de omkring sig med maskinpistoler. Fire mennesker blev dræbt og 45 blev såret. Blandt de døde var en attentatmand. De to øvrige terrorister flygtede, men blev efterfølgende fanget af politiet på motorvejen. Samtidig udførte en anden terrorgruppe et anslag mod Leonardo da Vinci-lufthavnen i Rom, hvor flere personer blev dræbt. Terrororganisationen Abu Nidal påtog sig ansvaret for begge angreb. Hændelsen medførte, at Østrigs politi etablerede en særlig terrorenhed i lufthavnen.
- Den 12. juli 2000 måtte en Airbus A310 fra Hapag Lloyd på sin vej fra Chania til Hannover nødlande i Wiens lufthavn på grund af brændstofmangel. Flyets landingsstel kunne efter starten i Chania ikke trækkes op, men piloten fortsatte flyvningen og trods et øget brændstofforbrug håbede piloten at kunne nå en tysk lufthavn. Flyet kunne dog kun nå Wien, og ca. 12 km før landingsbanen i 4.000 fods højde satte motorerne ud. Det lykkedes at genstarte den ene motor, men flyet rørte jorden 660 meter før landingsbanen og blev beskadiget. Kun enkelte passagerer kom til skade under landingen.

## Trafiktal
Med 18,77 mio. passagerer i 2007 var lufthavnen dengang Østrigs største. I 2006 var omsætningen 463,9 mio. Euro (+13,1 %) og driftsresultatet 103,7 mio. Euro (+12,3 %).